# Acordo Comercial Anticontrafação
O Acordo Comercial Anticontrafação (ACTA, em inglês Anti-Counterfeiting Trade Agreement) é um tratado comercial internacional que está sendo negociado entre os países participantes, com o objetivo de estabelecer padrões internacionais para o cumprimento da legislação sobre marcas registadas, patentes e direitos autorais. De acordo com seus proponentes, como resposta "ao aumento da circulação global de bens falsificados e de pirataria de obras protegidas por direitos autorais".
O tratado aparenta ser um complemento a um tratado anterior sobre a Organização Mundial do Comércio, Acordo TRIPs, que foi severamente criticado por "defender" o domínio cultural e tecnológico dos países desenvolvidos sobre os subdesenvolvidos.Grupos industriais com interesse em copyright, trademarks e outros tipos de propriedade intelectual disseram que o ACTA foi uma resposta ao “ aumento no comercio global de produtos piratas”. Organizações como a Motion Picture Association of America e a International Trademark Association possuem grande influencia sobre os interesses políticos do ACTA.
As negociações se iniciaram em outubro de 2007 entre os Estados Unidos, o Japão, a Suíça e a União Europeia, tendo sido depois integradas por Austrália, Canadá, Coreia do Sul, Emirados Árabes Unidos, Jordânia, Marrocos, México, Nova Zelândia e Singapura.O tratado foi assinado em outubro de 2011 pela Austrália, Canadá, Japão, Marrocos, Nova Zelândia, Singapura, Coreia do Sul e os Estados Unidos.Já em 2012, o México, a União Europeia e seus respectivos 22 membros assinaram também. Entretanto, no meio de uma forte campanha contrária. o Parlamento Europeu posteriormente rejeitou o acordo, enfraquecendo severamente as possibilidades do ACTA entrar em vigor .
O tratado é bastante criticado pelo fato das negociações ocorrerem entre uma minoria e de forma sigilosa. E também pela existência de indícios, como os documentos vazados para o
Wikileaks, de que o acordo planeja beneficiar grandes corporações com o prejuízo dos direitos civis de privacidade e liberdade de expressão do resto da sociedade. O ACTA também foi criticado pela organização Médicos Sem Fronteiras por criar barreiras a medicamentos em países em desenvolvimento .

## Conteúdo
O acordo final e seus termos foi publicado em 15 de abril de 2011 e inclui 6 capítulos com 45 artigos:

### Capítulo 1: Disposições Iniciais e Definições Gerais
Esse capítulos descreve o escopo do acordo assim como as relações com outros acordos. Ele afirma que as obrigações de outros acordos ainda existem mesmo com a inscrição desse acordo (1º artigo) e que o acordo é valido apenas para direitos de propriedade intelectual que existem nas leis locais do país participante do acordo (3º artigo). Os países signatários podem impor medidas mais rígidas do que o acordo requer (2º artigo) e devem compartilhar dados confidenciais para os propósitos de aplicação das leis (4º artigo). O acordo também se aplica para zonas de livre comércio (5º artigo).

### Capítulo 2: Estrutura Legal para o Cumprimento dos Direitos de Propriedade Intelectual
A estrutura do segundo capítulo é dividido em 5 segmentos.

#### Segmento 1: Obrigações Gerais em relação ao Cumprimento
De acordo com esse segmento deve ser implementado mecanismos nas leis para que haja uma maneira de agir justa assim como que haja proporcionalidade entre a seriedade do infringimento do interesse de terceiros assim aplicando as medidas cabíveis (6º artigo).

#### Segmento 2: Cumprimento Civil
Esse segmento prevê a existência de procedimentos e mecanismos judiciais para os donos de direitos de propriedade intelectual para que haja defesa dos direitos que possam estar sendo violados.

#### Segmento 3: Medidas Transfronteiriças
Nas fronteiras, oficiais podem agir em remessas suspeitas por iniciativa própria ou pelo pedido de um detentor de direitos de propriedade intelectual. Já em mercadorias em transito, o requerimento não precisa ser ordenada por um estado (16º Artigo). Remessas pequenas para uso comercial estão incluídas nessas medidas entretanto bens de natureza não comercial contidos na bagagem pessoal de um viajante estão excluídas desse escopo (14º Artigo).

#### Segmento 4: Aplicação Criminal
O foco primário desse segmento é a criminalização da falsificação intencional de copyright ou direitos relacionados em escala comercial. O Artigo 23 diz que pirataria e violações relacionadas em escala comercial devem ser punidas sobre uma lei penal (crime). As penalidades que devem ser impostas devem incluir desde a detenção assim como multas  suficientemente altas para o desencorajamento dos atos cobertos por estes acordo.

#### Segmento 5: Cumprimento do Direito de Propriedade Intelectual no Mundo Digital
No mundo virtual, a aplicação civil e criminal das leis deve ser utilizada para permitir ações efetivas contra o ato de violação de direitos de propriedade intelectual ( 27º Artigo). Contudo a violação de redes digital incluindo o uso ilegal de meios de distribuição com o proposito de infrigir os direitos deve ser combatido de uma maneira que preserve os direitos fundamentais como o direito de expressão e privacidade.

### Capítulo 3: Medidas de Fiscalização
Os países devem encorajar a troca de informações e expertise entre agências responsáveis pela fiscalização dos direitos de propriedade intelectual. Alem disso os membros devem coletar dados e realizar analises estatísticas para prevenir as violações ( 28º e 29º Artigo).

### Capitulo 4: Cooperação Internacional
Para combater as violações nos direitos os membros devem promover  a cooperação entre as autoridades competentes, de tal modo que seja consistente com os acordos internacionais e sujeito as leis, politicas de cada país membro. 

### Capítulo 5: Disposições Institucionais
No artigo 36 é estabelecido o comité ACTA tal que cada país membro deve ser representado. O corpo não se envolve em casos individuais mas sim monitora a implementação e pode formalmente propor mudanças e no caso da admissão de países membros da Organização Mundial do Comercio. As decisões do comité são decididas por consenso. 

### Capítulo 6: Medidas Finais
Neste último capítulo, são descritos os princípios e os procedimentos relacionados ao status do acordo e sua execução. 

## Comitês consultivos
Enquanto as negociações são secretas, um grande número de corporações fazem parte dos comitês consultivos do Gabinete do Representante Comercial dos Estados Unidos e possuem acesso a documentos confidenciais. Estes incluem The Gorlin Group, Time Warner, Merck & Co, Entertainment Software Association, CropLife America, Monsanto Company, Recording Industry Association of America, IBM Corporation, Intellectual Property Owners Association, Motion Picture Association of America, Association of American Publishers, General Motors Corporation, Generic Pharmaceutical Association, Abbott Laboratories, DuPont, Johnson & Johnson, FMC Corporation, The Dow Chemical Company, Pfizer, eBay, Oracle Corporation, Sun Microsystems, The Procter & Gamble Company, Verizon Communications, Intel Corporation e Independent Film & Television Alliance.

### Leis e tratados relacionados
- Acordo sobre os Aspectos dos Direitos de Propriedade Intelectual relacionados com o Comércio (TRIPS)
- Digital Millennium Copyright Act

### Organizações relacionadas
- Cúpula Mundial sobre a Sociedade da Informação
- Organização Mundial da Propriedade Intelectual